# Koto Tuo (Depati Vii)
Koto Tuo is een bestuurslaag in het regentschap Kerinci van de provincie Jambi, Indonesië. Koto Tuo telt 895 inwoners (volkstelling 2010).